# Dobra (Opole)
Pour les articles homonymes, voir Dobra.
Dobra (prononciation : [ˈdɔbra] ; allemand : Dobrau) est une localité polonaise de la gmina de Strzeleczki, située dans le powiat de Krapkowice en voïvodie d'Opole.

## Histoire
De 1743 à 1945, Dobrau fait partie de l'arrondissement de Neustadt-en-Haute-Silésie dans le district d'Oppeln au sein de la province de Haute-Silésie.